# Michel Aoun

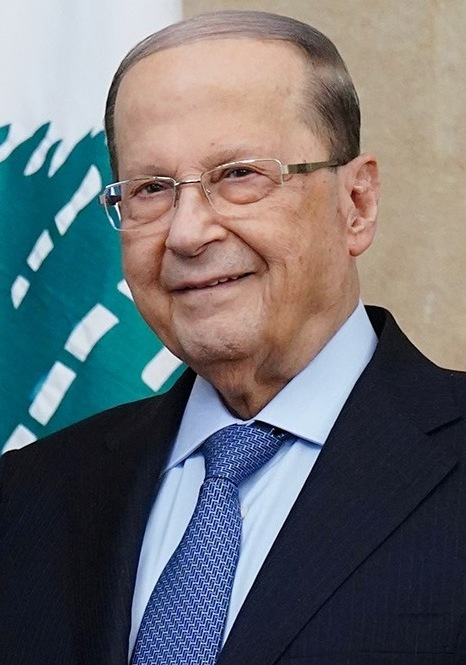
Michel Aoun, 2020

Michel Aoun (arabisch ميشال عون Mischal Aun, DMG Mīšāl ʿAwn; * 30. September 1933 oder 18. Februar 1935 in Haret Hreik, Großlibanon) ist ein libanesischer Offizier und Politiker. Vom 31. Oktober 2016 bis zum 30. Oktober 2022 war er Staatspräsident seines Landes; dieses Amt wird gemäß dem Nationalpakt von 1943 stets mit einem maronitischen Christen besetzt.

## Militärische Ausbildung
Nach einem Studium an der Militärakademie in Beirut wurde Aoun Offizier der libanesischen Streitkräfte und stieg im Alter von 48 Jahren zu deren jüngstem Oberbefehlshaber auf. Er durchlief zusätzliche militärische Ausbildungen in Châlons-sur-Marne in Frankreich (1958), Fort Sill in den USA (1966) und an der École supérieure de guerre in Frankreich (1978–80).

## Rolle im Libanesischen Bürgerkrieg 1980–1988
Im libanesischen Bürgerkrieg verteidigte Aoun beim Einmarsch der israelischen Truppen 1982 den Präsidentenpalast Baabda. Nach der israelischen Invasion weigerte er sich, mit den israelischen Kommandeuren zusammenzuarbeiten. Im Jahre 1983 schlug er einen Verband von Milizen bei Souk el Gharb und wurde Oberbefehlshaber der von den französischen, US-amerikanischen und italienischen Friedenstruppen neu aufgebauten libanesischen Streitkräfte.

## Die „Guerre de Libération“ 1988–1990
Im September 1988 wurde Aoun vom scheidenden Präsidenten, Amin Gemayel, zum Ministerpräsidenten bis zur Neuwahl des libanesischen Parlaments ernannt. Die Ernennung war umstritten, da das Amt der Ministerpräsidenten im Nationalpakt von 1943 stets für einen Sunniten vorgesehen ist. Verfassungstechnisch konnte der Präsident jedoch auch einen Christen ernennen, wie es bereits 1952 mit der Ernennung Fuad Schihabs geschehen war, als dieser, ebenfalls als Chef der Armee, nach dem Sturz von Béchara el-Khoury zum Interims-Premier ernannt wurde und die Wahl von Camille Chamoun zum Präsidenten ermöglichte. Aoun wurde nur in einem Teil des Landes als Ministerpräsident anerkannt. Der Anführer der Schiiten-Brigade der Armee, General Jabr Lofti, schlug wie andere muslimische Führer einen Eintritt in Aouns Kabinett aus. Demgegenüber versicherte der alte schiitische Verteidigungsminister, Adel Osseiran, Aoun seiner Loyalität. Im Zuge von Massenprotesten zugunsten Aouns hielten sich bis zu 10.000 christliche und muslimische Jugendliche um den von Aoun besetzten Präsidentenpalast in Baabda auf. 
Zum Ende des Bürgerkrieges führte Aoun eine Truppe von 12.000 bis 15.000 Mann. Er kämpfe damit gegen die 10.000 bis 12.000 Mann starken christlichen Forces Libanaises. Ferner erklärte er 1989 Syrien, das sich als Besatzungsmacht im Libanon festsetzte, den Krieg. Infolgedessen kam es wenige Jahre später erneut zur Spaltung der libanesischen Armee in verschiedene gegnerische Lager.
In den Jahren 1989/1990 kam es vor allem in den christlich kontrollierten Gebieten des Landes zu Massenprotesten überwiegend junger, im Bürgerkrieg aufgewachsener Menschen für den teilweise auch bei muslimischen Libanesen damals populären „General“, der in seinen Reden die Rhetorik der antikommunistischen Bürgerbewegungen Osteuropas mit der der palästinensischen Intifada verknüpfte. („De Prague à Beyrouth - un seul combat - La Liberté: Alexandre Dubcek - Michel Aoun“).
Allerdings hatten im Herbst 1990 weder Israel noch die USA, mit denen sich Aoun überworfen hatte, da er das von Saudi-Arabien und den Großmächten arrangierte Abkommen von Taif ablehnte, ein Interesse an einem Sieg Aouns. Sie griffen deshalb nicht ein, als Syrien und dessen libanesische Alliierten im Oktober 1990 den Präsidentenpalast in Baabda stürmten und damit offiziell das Ende des 15-jährigen Bürgerkrieges einläuteten.
Während der syrischen Offensive wurde Dany Chamoun ermordet, der als Chef der Nationalliberalen Partei und Präsident der Libanesischen Front eine wesentliche politische Stütze Aouns im christlichen Lager gewesen war, im Gegensatz zu der auf Seiten Syriens stehenden Familie Frangieh und den Forces Libanaises. Während der Kämpfe, die zu den blutigsten des Bürgerkrieges gehörten, kamen ca. 5000 Menschen ums Leben.

## Exil in Frankreich 1990–2005
Nach dem syrischen Sturm auf den Präsidentenpalast in Baabda im Oktober 1990 begab sich Aoun ins französische Exil, von wo aus er eine gegen die syrische Besatzung gerichtete Politik führte. Insbesondere in den 1990er Jahren und bis zum Ende seines Exils 2005 wurde er dabei in den USA von rechtsgerichteten und neokonservativen Politikern wie Newt Gingrich und Joseph Lieberman, Vordenkern der von George Bush ab 2001 gegenüber Syrien, dem Iran und dem Irak geführten Politik der sogenannten „Demokratisierung der arabischen Welt nach amerikanischem Vorbild“ unterstützt.

## Politische Rolle im Libanon 2005–2016
Nach dem endgültigen Abzug der syrischen Truppen aus dem Libanon im April 2005 kehrte Aoun am 7. Mai 2005 in den Libanon zurück. Mit seiner neuen Partei, Freie Patriotische Bewegung (CPL), beteiligte er sich an den folgenden Parlamentswahlen. Die CPL verfolgte im Prinzip Ziele, die Aoun schon während der Guerre de Libération vertreten hatte: einen von den Einflüssen anderer Mächte unabhängigen Libanon. Doch schloss Aoun überraschend ein Bündnis mit ehemals pro-syrischen Kräften, darunter Michel Murr, und der Hisbollah gegen den von der Hariri-Familie gebildeten politischen Block. Aoun, der mit dieser Allianz offenbar versuchte, eine Mehrheit zur Erlangung des Präsidentenamtes im November 2007 herzustellen (das er erst 2016 erreichte), stand damit im Gegensatz zu seinem Vorbild Fuad Schihab, der 1970 die Präsidentschaft ausschlug, um nicht in politische Händel verquickt zu werden.
Seit Juli 2007 betreibt Michel Aoun den Fernsehsender Orange TV, den er für seine politische Einflussnahme nutzte.

## Präsidentschaft
Am 31. Oktober 2016 wurde Michel Aoun Präsident des Libanon. Dazu hatte er ein Bündnis mit der Hisbollah geschlossen und Saad Hariri die nötigen Stimmen verschafft, damit dieser Premierminister werden konnte. Nach dem Rücktritt Hariris infolge der Proteste im Libanon 2019 kam Aoun eine Schlüsselrolle bei der Bildung einer neuen Regierung zu. Aoun war der Ansicht, dass sich der Libanon von einem nach Konfessionen gegliederten System zu einer bürgerlichen Gesellschaft wandeln müsse. Doch als der erneut zum Regierungschef gewählte Hariri im Juli 2021 ein Kabinett aus Technokraten vorschlug, lehnte Aoun dies ab, und Hariri musste abermals zurücktreten.
Der israelische Premierminister Jair Lapid und Michel Aoun unterzeichneten im Oktober 2022 ein Abkommen zur gemeinsamen Seegrenze im Mittelmeer. Lapid sagte dazu: „Es kommt nicht jeden Tag vor, dass ein feindliches Land den Staat Israel in einem schriftlichen Abkommen vor der internationalen Gemeinschaft anerkennt“.
Einen Tag vor dem Ende seiner Amtszeit am 31. Oktober 2022 verließ Aoun den Präsidentenpalast und unterzeichnete ein Dekret, das die geschäftsführende Regierung von Ministerpräsident Nadschib Mikati für „zurückgetreten“ erklärt. Vor seinem Wohnhaus im Beiruter Vorort Rabieh forderte Aoun in seiner Abschiedsrede umfassende Reformen sowie die Beseitigung der Korruption.

## Privates
Michel Aoun ist seit 1968 mit Nadia El-Chami verheiratet und hat drei Töchter.